# Vi ser ganska lika ut, vi har samma far!
Vi ser ganska lika ut, vi har samma far! är en sång med text och musik av Kai Kjäll-Andersson.
Sången finns insjungen som "Olika men ändå lika" av "Akalla Kids" på CD:n "Faller ljus..." (Festival FACD014).

## Publicerad i
- Sångboken 1998 som nr 196.